# Balanyi György
Balanyi György (Kecskemét, 1886. február 10. – Budapest, 1963. május 4.) magyar történész, egyháztörténész, piarista szerzetes, a Magyar Tudományos Akadémia levelező tagja.

## Életpályája
1903-ban lépett be a piarista rendbe, pappá szentelésére 1910-ben került sor. Egyidejűleg tanulmányokat folytatott a Budapesti Tudományegyetemen, ahol 1910-ben történelem–földrajz szakos tanári, illetve bölcsészdoktori oklevelet szerzett. 1910-től 1916-ig a szegedi főgimnáziumban tanított, 1916-tól 1943-ig pedig a budapesti Piarista Gimnázium tanára, 1935 és 1941 között igazgatója volt.
Ezzel párhuzamosan felsőoktatási intézményekben is tanított. 1924-ben a budapesti Pázmány Péter Tudományegyetemen magántanári képesítést szerzett az újkori történelem tárgyköréből. 1936-ban a legújabb kori egyetemes történelem címzetes nyilvános rendkívüli tanárává nevezték ki, 1941–1942-ben pedig megbízott előadóként középkori egyetemes történeti stúdiumokat is tartott.
1943-ban elhagyta Budapestet, és 1948-ig a kolozsvári Bolyai Tudományegyetem egyetemes történeti tanszékének nyilvános rendes tanára volt. 1948-ban visszatért Budapestre, és 1950-ig nyilvános rendes tanári címmel folytatta az oktatómunkát a Pázmány Péter Tudományegyetemen, ugyanakkor a magyarországi piarista rendtartomány főnöke is volt. 1950 után a Kalazantinumban oktatott.

## Munkássága
Elsősorban középkori és legújabb kori egyetemes történelmi kutatásokkal foglalkozott, átfogóan vizsgálta az első világháború világpolitikai előzményeit. Behatóan tanulmányozta Assisi Szent Ferenc életét és munkásságát, illetve a ferences és piarista rend magyarországi múltját. Mintegy 60 önálló műve és körülbelül 200 tanulmánya jelent meg. Munkatársa volt a budapesti Századoknak és Vigiliának, s az Erdélyi Iskolának. Kolozsváron megjelent önálló munkája: Assisi Szent Ferenc, a demokrácia hőse (1946), ugyanitt litografált jegyzetei is megjelentek: Reformáció és ellenreformáció (1946), A középkori állam és társadalmi rend kialakulása (1947).

### Társasági tagságai és elismerései
A Magyar Tudományos Akadémia 1938-ban levelező tagjává választotta. Az Akadémia szervezeti átalakításakor, 1949-ben tanácskozó taggá minősítették vissza, és levelező tagságát csak halála után, 1989-ben állították vissza. 1919-től rendes tagja volt a Szent István Akadémiának, 1939 és 1948 között pedig másodelnöki teendőket látott el a Katolikus Középiskolai Tanáregyesületben.

## Művei
Az alábbi lista Balanyi műveit tartalmazza a Magyar katolikus lexikon adatai alapján:
- Sixtus pápa és a Pazzi-összeesküvés. Doktori értekezés Budapest, 1910
- Újabb ped. törekvések a történetírás terén. Szeged, 1912 (Különnyomat a városi főgimnáziumi értesítőből)
- A világháború genezise. Szeged, 1915 (Különnyomat a városi főgimnáziumi értesítőből)
- Az állampolgári nevelés. Szeged, 1916 (Különnyomat a városi főgimnáziumi értesítőből)
- Imperializmus és világháború. Budapest, 1918 (Különnyomat a Katolikus Szemléből)
- Világpolgárság Budapest, 1918
- Világpolitika : a világtörténet legújabb fejezete : 1871-1914. Budapest, 1918
- Szent Ferenc menyegzője a Szegénység úrnőjével. Ford. és bev. Budapest, 1919
- A Balkán probléma fejlődése a párizsi kongresszustól a világháború kitöréséig 1856–1914. Budapest, 1920
- Dante Monarchiája. Ford. bev. és jegyz. ell. Budapest, 1921
- A szerzetesség története Archiválva 2018. december 6-i dátummal a Wayback Machine-ben Budapest, 1923 (Szent István könyvek 5-6.)
- Calasanzi Szent József élete,  Archiválva 2018. december 6-i dátummal a Wayback Machine-ben. Budapest, 1924 (Szentek országa 2.)
- Világtörténet 1. köt. (Az egyetemi közgazdasági kar jegyzete), Budapest, 1924
- Assisi Szent Ferenc élete. Budapest, 1925 (Szent István könyvek 31.; Szentek országa 11.)
- A tökéletesség tükre. Latinból ford., bev. és jegyz. Budapest, 1926
- Assisi Szent Ferenc. Budapest, 1927
- A legújabb kor történetének áttekintése. Budapest, 1927
- A római kérdés szerepe a hármasszövetség megkötésében. Budapest, 1928 (Különnyomat a Történeti Szemléből)
- A római kérdés. Budapest, 1929 (Szent István könyvek 77.)
- Anima Franciscana. Összegyűjtött tanulmányok. Budapest, 1930
- Emlékkönyv Szent Imre herceg 900 éves jubileumára. Szerk. Schütz Antallal. Budapest, 1930
- A magyar nemzet története. Budapest, 1930
- Montecorvinói János. Budapest, 1930 (Különnyomat a Történeti Szemléből)
- Magyarországi Szent Erzsébet (1231–1931). Budapest, 1932
- Szentek élete. Schütz Antallal. Budapest, 1932
- Történeti összefoglalások. Érettségi segédkönyv Jászai Rezsővel. Budapest, 1932
- A művelődés eszménye egy-egy 16. századbeli utópiában. Budapest, 1933
- Pázmány Péter népszövetség tervezete. Budapest, 1933 (Különnyomat a Katolikus Szemléből)
- Szerzetesrendek. Budapest, 1933 (Kincsestár 72.)
- Szent Erzsébet és Szent Ferenc. Budapest, 1937
- A Szentszék és a magyarság szerepe Buda visszafoglalásában. Budapest, 1937
- Pirotti Szent Pompilius Mária élete Archiválva 2018. december 6-i dátummal a Wayback Machine-ben. Budapest, 1938
- Szent István. Budapest, 1938
- Csehországi Boldog Ágnes. 1205–1282. Budapest, 1939
- A lengyel-német ellentét történeti gyökerei. Budapest, 1939 (Különnyomat a Katolikus Szemléből)
- Az élő Kőszál. A csalatkozhatatlan pápaság. Tubel Gyulával. Budapest, 1940 (Actio Catholica 81., szlovákul Ziva Skála. Budapest, 1941)
- A ferences mozgalom begyökeresedése magyar földön. Budapest, 1940
- Kalazanci Szent József élete. Budapest, 1941 (Piarista könyvek 1.)
- Boldog Kinga. Budapest, 1941 (Magyar katolikus írók könyvei. Hősök és szentek)
- Magyar piaristák a 19. és 20. században. Szerk. Budapest, 1942
- Kísérletek a magyar piaristák megtelepítésére Horvátországban. Budapest, 1943
- A magyar piarista rendtartomány története. Szerk. Írta többekkel. Budapest, 1943
- A magyar piaristák ünnepe. Budapest, 1943
- Emlékkönyv a magyar piarista rendtartomány 300 éves jubileumára. Szerk. Lantos Zoltánnal. Budapest, 1943
- A vallási egység egy lelkes ferences munkása a 17. században [Cristobal Rojas y Spinola]. Budapest, 1944 (Az Egység Útja uniós füzetsorozat 1.)
- Assisi Szent Ferenc, a demokrácia hőse. Kolozsvár, 1946